# Tetramesa vaginicolum
Tetramesa vaginicolum är en stekelart som först beskrevs av Doane 1916.  Tetramesa vaginicolum ingår i släktet Tetramesa och familjen kragglanssteklar. Inga underarter finns listade i Catalogue of Life.